# 9K720
9K720「イスカンデル」（ロシア語: 9К720 "Искандер" ヂェーヴャチ・カー・シミソート・ドヴァッツァチ・イスカンデール）はロシア製の短距離弾道ミサイル(SRBM)。固体燃料推進で、車両に搭載される移動式の戦域弾道ミサイル複合（TBM、Оперативно-тактический ракетный комплекс、ОТРК）である。北大西洋条約機構(NATO)の用いたNATOコードネームでは、“SS-26 Stone（「石」の意）”と呼ばれる。「イスカンデル」とは古代マケドニアの英雄アレクサンドロス大王の異称である。

## 概要
「イスカンデル」は戦域レベルの紛争用に設計された戦術ミサイルシステムである。敵の火力兵器、防空・対ミサイル防衛システム、司令部、通信拠点、密集した軍部隊などの標的に対し、通常弾頭を使い分けて破壊し、敵の戦闘能力を弱体化させる。敵の妨害環境下でも高い任務遂行能力を持ち、発射準備や飛行中の故障率が低い。ミサイルの飛行経路計算と入力は発射装置が自動で行う。搭載車両の機動性、耐用年数の長さ、操作の容易さにより、高い戦術的・戦略的機動性を有する。
「イスカンデル」にはクラスター爆弾、燃料気化爆弾、高威力爆弾、バンカーバスター、対レーダー用の電磁パルス弾頭など、多様な通常弾頭が用意されている。製造企業ロステックのセルゲイ・チェメゾフ会長は、国内仕様に核弾頭搭載能力があることを明言している。

## 開発と配備の経緯
ソ連では、1960年代に配備した9K72「エリブルース」の後継として、1980年代に9K714「オカー」を配備した。しかし、1987年のINF条約により「オカー」が制限対象となり、代替ミサイルが必要となった。1989年に射程の短い9K79-1「トーチカU」が実用化されたが、長射程の非核弾頭ミサイルの開発が求められた。
新ミサイル複合は9K720と命名され、コロムナ機械製作設計局（KBM）が開発を主導。発射装置はヴォルゴグラードの中央設計局「チターン」、自動誘導装置はモスクワの自動化技術・水理学中央科学研究所が担当した。開発要件には、核弾頭の非搭載、命中精度の向上、誘導装置の改良が含まれていた。
ソビエト連邦の崩壊後も開発は続き、1996年に「イスカンデル」ミサイル（当時NATOではSS-X-26）の初発射がロシアのテレビで放送された。2004年9月、ロシア国防省はプーチン大統領に対し、2005年度に「イスカンデル」の状態テストを完了し、量産を開始すると報告した。2006年に「イスカンデルM」の量産が開始され、2007年には巡航ミサイル型のR-500「イスカンデルK」の発射試験が行われた。
2008年11月、メドヴェージェフ大統領は、NATOのミサイル防衛システムに対抗し、必要に応じてカリーニングラード州に「イスカンデル」を配備すると表明。リトアニア政府は、改良型の最大射程が700kmに延伸され、ベルリン近郊まで攻撃可能と指摘している。

## 構成
「イスカンデル」のミサイルは、9K714の9M714ミサイルを上回る性能を持つ。「イスカンデルM」は2発の固体燃料単段誘導ミサイル（9M723K1）を搭載し、全飛行経路で制御される分離しない弾頭を備える。各ミサイルは数秒で独立して標的を狙える。発射装置の機動性は敵の妨害を困難にする。
運搬車両には、ベラルーシのミンスク・ホイール・トラクター工場製MZKT-7930と、ロシアのブリャンスク自動車工場製BAZ-6909が使用され、従来の1発搭載に対し2発を搭載可能。「イスカンデルM」は光学誘導弾頭を備え、AWACSやUAVからの暗号化通信で制御可能。電子光学誘導システムは自律追尾機能を有し、超音速で標的に降下する。
ミサイルは低軌道を飛行し、最終段階で回避行動を行い、9B899デコイ弾を放出してミサイル防衛を回避する。大気圏を離れず、平坦な軌道を取る。

## 各型
イスカンデルM
ロシア軍向け。射程400km（INF条約違反の500km以上への延伸が可能）。
イスカンデルE
輸出向け。MTCRに準拠し、射程280km以下。
イスカンデルK
巡航ミサイル型。射程500km。

## ロシア・ウクライナ戦争における使用
- アメリカの軍事専門家によると、ロシアは「イスカンデル-M」をウクライナ領内への攻撃に使用している[12]。2022年2月24日のロシアによるウクライナ侵攻開始以降、ベラルーシ領内から「イスカンデル-M」の弾道ミサイルおよび巡航ミサイルによる攻撃が毎日行われている[13]。特に、侵攻初日の2022年2月24日にウクライナの飛行場への攻撃や、2月27日のジトーミル空港への攻撃に使用された可能性が高い[12]。
- 一部の攻撃では命中精度が低く、目標に不適切な結果が見られたことから、「イスカンデル-M」の発射失敗や、旧型の「トーチカ-U」ミサイルの使用が指摘されている[12]。ウクライナ軍当局およびメディアによると、ロシア軍はキエフや他の都市への攻撃にも「イスカンデル」ミサイルを使用した[14][15]。
- アメリカの報告では、「ロシアがウクライナの主要施設に包括的な打撃を与えられなかったことは予想外であり、ウクライナの防衛強化につながった」とされている[12]。2022年3月2日から3日にかけての夜、キーウは「イスカンデル」複合体のP-500（9M728）ミサイルで攻撃されたが、複数のミサイルはウクライナの防空システムにより迎撃された[16]。
- 2022年3月9日、クラマトルスク方面に向けて「イスカンデル」ミサイルが発射された=ウクライナの防空システムにより撃墜され、破片はヤスノヒルカのシュピチュキネ駅に落下。このミサイルはクラスター弾を搭載していたことが確認された[17][18]。
- 2022年3月10日、ウクライナ軍はチェルニーヒウ方面でロシア軍の「イスカンデル-M」ミサイル大隊を破壊。この大隊は4基の発射装置と8発の弾道ミサイルで構成されていた[19]。
- 2023年6月27日、ロシア軍はクラマトルスク中心部のレストランを含むエリアを「イスカンデル」ミサイルで攻撃した。ウクライナ当局によると、この攻撃で少なくとも4人が死亡し、多数が負傷した[20][21]。攻撃は民間インフラを標的とし、クラスター弾頭の使用が指摘されている。
- 2025年4月4日、ロシア軍はクリヴィー・リーフで「イスカンデル」ミサイルによる攻撃を行い、18人が死亡（うち9人が子供）、70人以上が負傷した。ウクライナの大統領ウォロディミル・ゼレンスキーによると、この攻撃はクラスター弾を搭載したミサイルを使用し、ロシアのタガンログ地域から発射された[22]。
- 2025年4月13日、スムィ市中心部に対し、ロシア軍は「イスカンデル-M」またはKN-23型弾道ミサイル2発による攻撃を実施。35人（うち2人が子供）が死亡、84人（うち10人が子供）が負傷した。ウクライナ国防省情報総局のキリーロ・ブダーノフ長官によると、この攻撃はロシアの112番ロケット旅団および448番ロケット旅団がヴォロネジ州およびクルスク州から実行した[23]。

## 使用国

### 現在
ロシア
2006年にロシア軍に採用。2016年までに少なくとも5部隊の「イスカンデルM」ミサイル複合部隊を配備予定。2022年ロシアのウクライナ侵攻で実戦投入。

 アルメニア
イスカンデルEを保有。初の海外顧客。2020年ナゴルノ・カラバフ紛争で使用されたが、アゼルバイジャン軍が迎撃。

 アルジェリア
イスカンデルEを保有。アルメニアに次ぐ2番目の海外顧客。2024年11月1日のアルジェリア独立戦争70周年パレードで初公開。

### 将来
ベラルーシ
ベラルーシはNATOのミサイル防衛に対抗するため「イスカンデルE」の購入を計画していたが、後に否定。しかし、ルカシェンコ大統領は兵器購入を計画していると発言。

 シリア
バッシャール・アル＝アサド大統領は「イスカンデル」の輸入を希望したが、ロシアは同意に至っていない。

 北朝鮮
KN-23ミサイルは「イスカンデル」を基に開発されたと分析されている。2024年、ウクライナに着弾した北朝鮮製ミサイルは「イスカンデル」に類似するが、配線や直径（1.1m）などに差異がある。

## 詳細

### 仕様
- 製造者： 機械製作設計局（KBM）
- 射程：
  - 最大500km（「イスカンデルM」、非公式）、280km（輸出用）
  - 最小50km[33]
- 精度：
  - 1–30m（「イスカンデルE」）
  - 5–7m（「イスカンデルM」、光電子工学追尾付き）[33]
- 発射時間： 準備状態から4分、行進状態から16分[33]
- 発射間隔： 1分以上[33]
- 動作温度： -50℃～+50℃
- 燃焼完了速度： 2,100 m/s以下
- 重量：
  - ミサイル： 3,800kg（「イスカンデルE」）
  - 弾頭： 480kg（「イスカンデルE」）
  - 発射台： 40,000kg
- 全長： 7,200mm
- 最大直径： 950mm（ガイドライン）、920mm（エンジン）
- 弾頭： 通常（クラスター爆弾、HE破片、貫通弾頭など10種類）
- 誘導システム： 慣性、GPS/GLONASS、光電子工学追尾
- シャーシ： クロスカントリー性能を持つ車輪付き
- ミサイル数：
  - 9P78E発射台： 2発（輸出用）[33]
  - 9T250E輸送・再装填機： 2発
- 設計寿命： 10年（「イスカンデルE」）[33]
- 乗務員： 3名（発射台車両）

### システム構成
- 9M723K-E ミサイル
- 9P78-1輸送起立発射機（8×8 MAZ-79306シャーシ、ASTROLOGトラック）
- 9T250-1輸送・再装填車（8×8 MAZ-79306シャーシ、ASTROLOGトラック）
- 9S552指揮官・幕僚車（KAMAZシャーシ、6輪トラック）
- 情報準備所車（KAMAZシャーシ、6輪トラック）
- 整備・修理車（KAMAZシャーシ、6輪トラック）
- 医療支援車（KAMAZシャーシ、6輪トラック）
- 訓練用備品セット（TEL、CSV、ポスター、ミサイル模型）

### 標的
- 敵火力兵器（ミサイルシステム、多連装ロケットシステム、長距離砲）
- 防空・対ミサイル防衛兵器
- 飛行場の航空機
- 司令部・通信拠点
- 密集した軍隊
- 重要民間インフラ

## 類似システム
- MGM-52
- MGM-140 ATACMS
- Kh-47M2 キンジャール（「イスカンデル」基盤の空中発射弾道ミサイル）[26]。